# Langue des signes salvadorienne
La langue des signes salvadorienne (en espagnol : Lengua de señas salvadoreñas, LESSA ou LESA), est la langue des signes utilisée par une partie des personnes sourdes et de leurs proches au Salvador.

## Histoire
L'éducation des sourds au Salvador commence dans les années 1960, d'abord en employant la méthode oraliste. Dans les années 1980, la langue des signes est introduite dans le système éducatif, d'abord en utilisant la langue des signes américaine (ASL), puis l'Association salvadorienne des sourds réalise une enquête sur les signes utilisés par la communauté sourde nationale et développe le premier dictionnaire de LESSA.

## Caractéristiques
Wittmann classe la LESSA comme un isolat (« protoype »), mais des liens avec l'ASL sont très probables.

## Utilisation
La LESSA est enseignée dans les cinq écoles publiques pour les sourds du Salvador, Sonsonate, Santa Ana, San Miguel et Cuscatlán ; tandis que certaines écoles privées enseignent l'ASL. Cependant, il n'existe pas d'école qui forme des interprètes ou des enseignants.
Elle est aussi utilisée au sein des associations de sourds, dans les églises grâce à des interprètes, sur Internet et dans l'administration officielle.
Certaines communautés (environ 25 % de la population sourde) utilisent l'ASL mélangée avec la LESSA dans la région occidentale. La langue des signes costaricienne mélangée avec la LESSA (à environ 15 %) est utilisée dans la région orientale. L'alphabétisation en espagnol progresse.
Il existe une association nationale des sourds (Asociación salvadoreña de sordos, ASSordos).